# Richard Proenneke
Richard Louis "Dick" Proenneke, né le 4 mai 1916, mort le 20 avril 2003, est un naturaliste américain, qui vivait seul dans les montagnes des Twin Lakes en Alaska. Il a vécu dans un chalet de bois qu'il avait construit de ses propres mains. Richard Proenneke tenait un journal où il inscrivait de nombreuses données météorologiques et naturelles.

## Famille et Jeunesse
Proenneke père, William Christian Proenneke, servit dans la Première Guerre mondiale et, plus tard, il gagnera sa vie comme foreur de puits. Sa mère, Laura (née Bonn) était une aide-ménagère. Ses parents se sont mariés en 1909, ou au début 1910, et avaient trois filles et trois fils : Robert, Hélène, Lorene, Richard, Florence, et Raymond.
L'année de naissance de Richard est souvent donnée comme 1917, mais les dossiers de sécurité sociale et de recensement prouvent qu'il serait plutôt né à Primrose, Harrison Township, Lee County, Iowa, le 4 mai 1916.

### Seconde Guerre mondiale
Proenneke servit comme charpentier dans la marine des États-Unis (United States Navy) au cours de la Seconde Guerre mondiale. C'est durant son service sous le drapeau qu'il contracta un "rhumatisme articulaire aigu" qui le contraignit de rester alité pendant près de 6 mois. Selon Sam Keith, un de ses meilleurs amis de Duxbury dans le Massachusetts, cette maladie fut une révélation pour Proenneke qui décida alors de consacrer le reste de sa vie à la force et à la santé de son corps.

### Après la Seconde Guerre mondiale

#### Le mécanicien
À sa sortie de la marine, Proenneke entre dans une école d'apprentissage du métier de mécanicien sur moteur diesel. Sa capacité à apprendre vite, son adaptabilité et sa passion pour le travail bien fait, font de lui un mécanicien hors pair très habile.
Bien que très habile dans son métier, son amour pour la nature le pousse à déménager pour l'Oregon où il travaillera dans un ranch de moutons.

#### L'Alaska
En 1950, il déménage pour l'île de Shuyak en Alaska.
Durant plusieurs années, il travaillera comme opérateur d'équipements lourds et réparateur sur la base navale de Kodiak.
Proenneke sillonna tout l'État d'Alaska comme mécanicien de moteur diesel, et aussi en tant que pêcheur de saumon. Il a travaillé pour le Fish And WildLife de la société King Salmon.
Ses compétences en tant que mécanicien furent reconnues et très recherchées.

### Retraite au Twin Lakes
Le 21 mai 1968, Proenneke établit son nouveau lieu de retraite aux Twin Lakes, en Alaska. Il prit auparavant ses dispositions afin d'obtenir l'autorisation d'habiter une cabane sur le lac supérieur des Twin Lakes détenu par un capitaine retraité de la marine de Spike Carrithers et par sa femme Holly, tous deux de Kodiak. Dans le cas où Spike refuserait, Richard Proenneke s'était procuré un camping car.
L'attrait de cette cabane était sa position, idéalement située sur le lac et à proximité du site que Proenneke choisit pour la construction de sa propre cabane.
Richard construit la cabane entièrement à la main. La structure entière et la plupart des meubles sont faits à partir de matériaux directement trouvée sur le site. Par exemple il retire du gravier du lit du lac pour créer la base de la cabine, il choisit chaque arbre, l'abat, puis le débite à la main en fustes qu'il empile afin de monter les murs de sa cabane et il crée sa charpente. Les ouvertures de fenêtres ont été pré-planifiées et découpées dans les fustes une fois les murs terminés. Le foyer et la cheminée ont été fabriqués à partir de pierres trouvées en creusant autour du site et méticuleusement posées et scellées au mortier. Pour le stockage il a utilisé des conteneurs métalliques alimentaires qu'il avait découpés en forme de bassin et enterrés en dessous de la ligne de gel. Cela a permis que les fruits et les denrées périssables puissent être stockés pendant de longues périodes dans la terre froide, tout en restant toujours accessibles lorsque arrivaient les mois d'hiver. L'ami de Richard et pilote de brousse Leon Reid "Babe" Alsworth, faisait périodiquement des trajets aériens pour lui apporter de la nourriture.
En 2007, la cabine de Proenneke a été incluse dans le Registre national des lieux historiques.